# Kabinet-Kohl V
Het kabinet–Kohl V  was het Duitse kabinet van 17 november 1994 tot 27 oktober 1998. Het kabinet werd gevormd door de politieke partijen Christlich Demokratische Union Deutschlands (CDU)-Christlich-Soziale Union (CSU) en de Freie Demokratische Partei (FDP) na de verkiezingen van 1994 en was een voortzetting van het vorige kabinet Kohl IV. Helmut Kohl de partijleider van de CDU diende een vijfde en laatste termijn als bondskanselier en Klaus Kinkel van de FDP diende als vicekanselier.

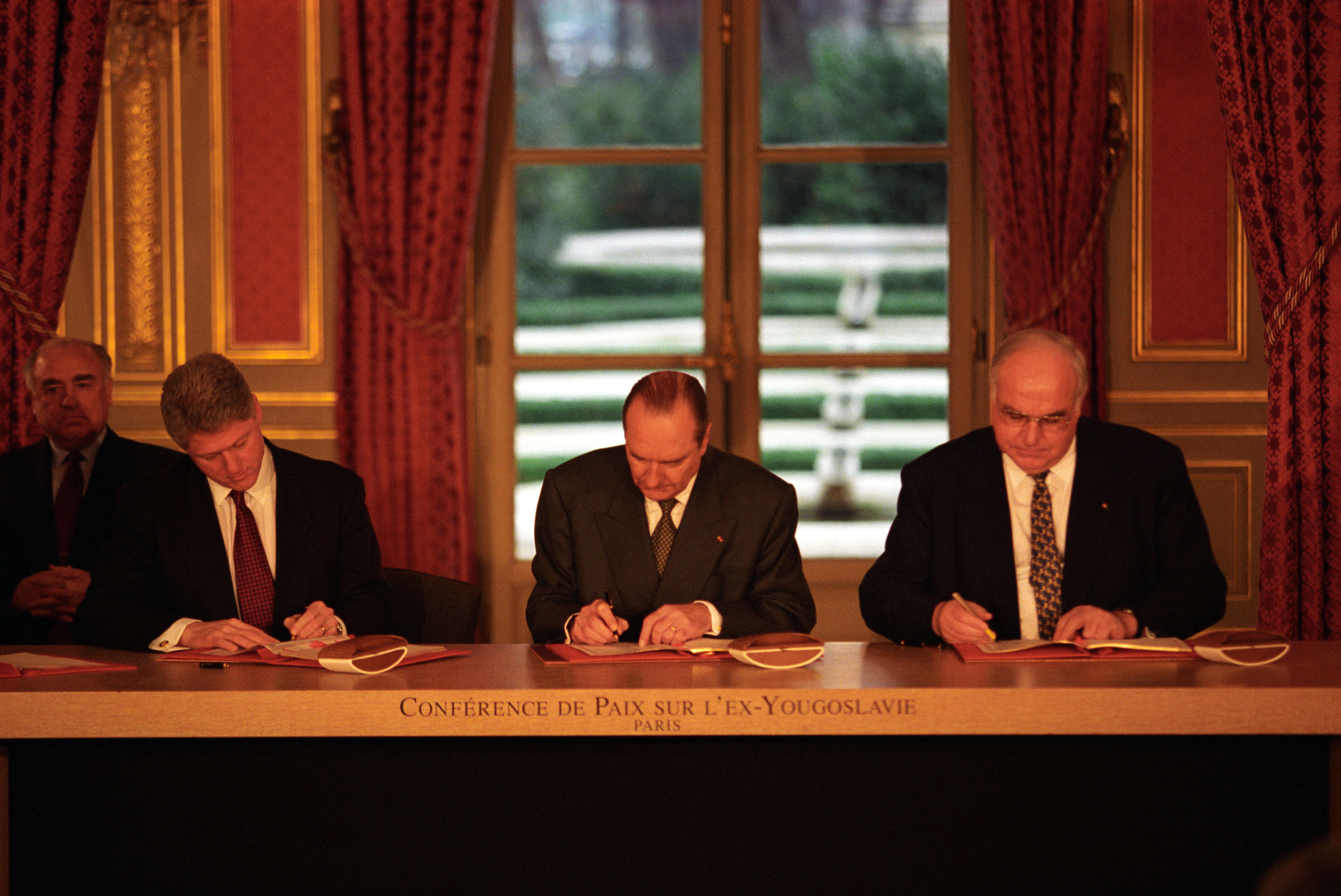
President van de Verenigde Staten Bill Clinton, president van Frankrijk Jacques Chirac en bondskanselier Helmut Kohl tijdens het tekenen van het vredesakkoord voor het einde van de Bosnische Burgeroorlog in Parijs op 14 december 1995.

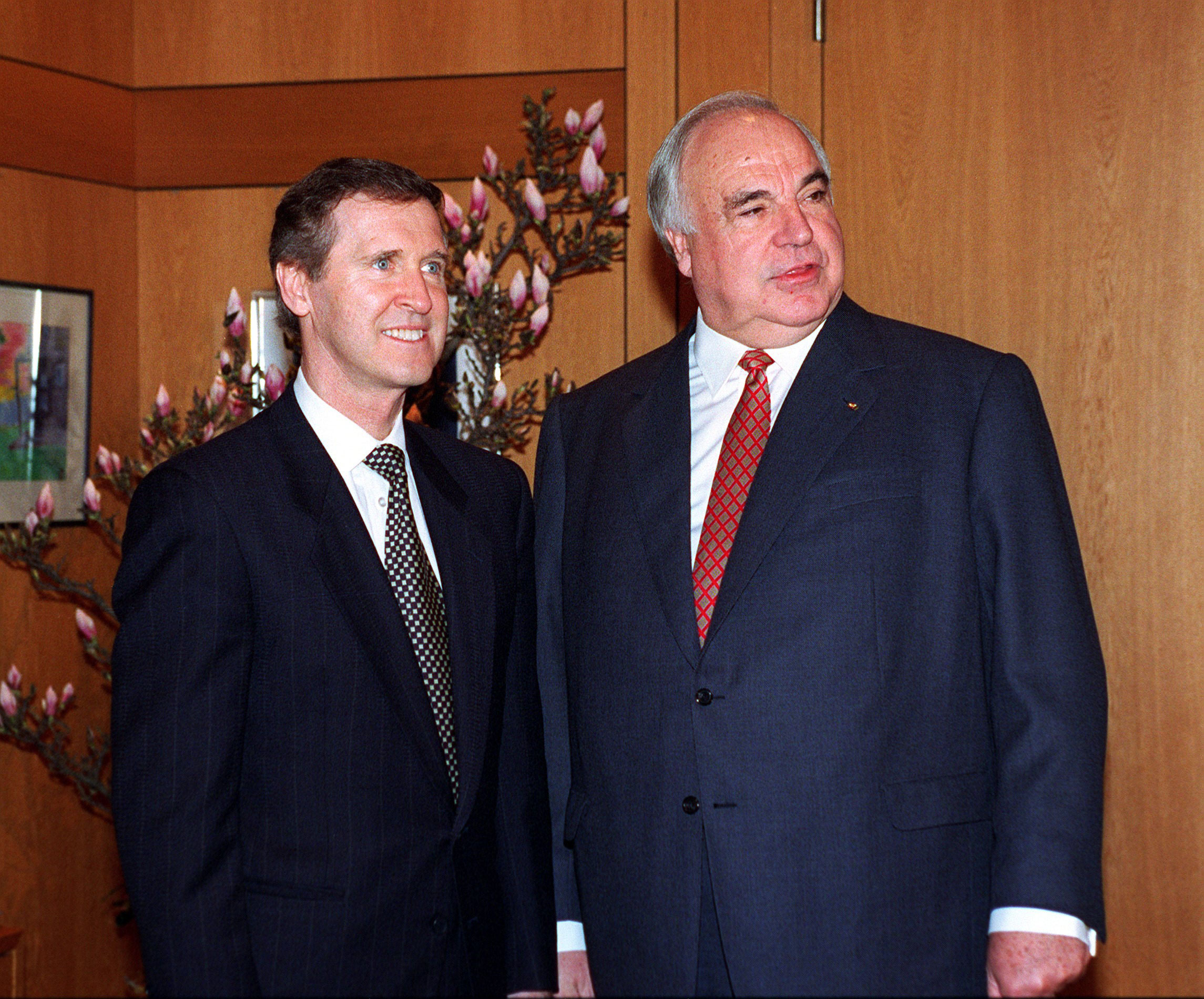
Amerikaans minister van Defensie William Cohen en bondskanselier Helmut Kohl in Bonn op 5 maart 1997.

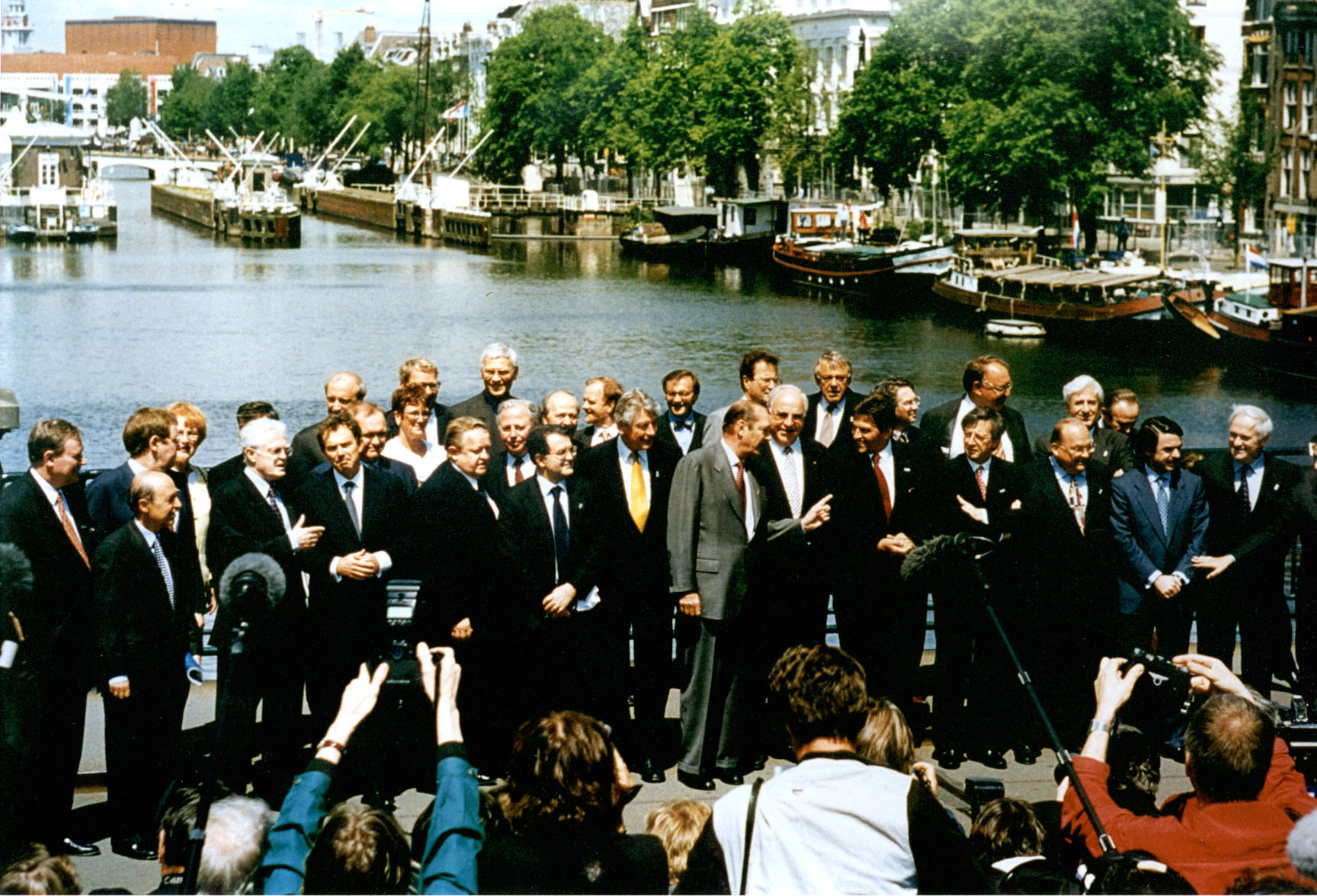
Bondskanselier Helmut Kohl en de Europese leiders tijdens het tekenen van het Verdrag van Amsterdam in Amsterdam op 2 oktober 1997.

| Ambtsbekleders                       | Ambtsbekleders                     | Ambtsbekleders                             | Functie(s)                                                                | Termijn          | Termijn          | Partij(en) |
| ------------------------------------ | ---------------------------------- | ------------------------------------------ | ------------------------------------------------------------------------- | ---------------- | ---------------- | ---------- |
|                                      | Helmut Kohl                        | Helmut Kohl (1930–2017)                    | Bondskanselier                                                            | 1 oktober 1982   | 27 oktober 1998  | CDU        |
|                                      | Klaus Kinkel                       | Klaus Kinkel (1936–2019)                   | Vicekanselier                                                             | 22 januari 1993  | 27 oktober 1998  | FDP        |
| Bondsminister van Buitenlandse Zaken | Klaus Kinkel                       | Klaus Kinkel (1936–2019)                   | 18 mei 1992                                                               |                  | 27 oktober 1998  | FDP        |
|                                      | Manfred Kanther                    | Manfred Kanther (1939)                     | Bondsminister van Binnenlandse Zaken                                      | 7 juli 1993      | 27 oktober 1998  | CDU        |
|                                      | Theo Waigel                        | Theo Waigel (1939)                         | Bondsminister van Financiën                                               | 21 april 1989    | 27 oktober 1998  | CSU        |
|                                      | Sabine Leutheusser-Schnarrenberger | Sabine Leutheusser- Schnarrenberger (1951) | Bondsminister van Justitie                                                | 18 mei 1992      | 16 januari 1996  | FDP        |
|                                      | Edzard Schmidt-Jortzig             | Edzard Schmidt-Jortzig (1941)              | Bondsminister van Justitie                                                | 16 januari 1996  | 27 oktober 1998  | FDP        |
|                                      |                                    | Günter Rexrodt (1941–2004)                 | Bondsminister van Economische Zaken                                       | 22 januari 1993  | 27 oktober 1998  | FDP        |
|                                      | Volker Rühe                        | Volker Rühe (1942)                         | Bondsminister van Defensie                                                | 1 april 1992     | 27 oktober 1998  | CDU        |
|                                      | Horst Seehofer                     | Horst Seehofer (1949)                      | Bondsminister van Volksgezondheid                                         | 6 mei 1992       | 27 oktober 1998  | CSU        |
|                                      | Norbert Blüm                       | Norbert Blüm (1935–2020)                   | Bondsminister van Arbeid en Sociale Zaken                                 | 1 oktober 1982   | 27 oktober 1998  | CDU        |
|                                      | Jürgen Rüttgers                    | Jürgen Rüttgers (1951)                     | Bondsminister van Onderwijs, Wetenschap, Onderzoek en Technologie         | 17 november 1994 | 27 oktober 1998  | CDU        |
|                                      | Matthias Wissmann                  | Matthias Wissmann (1949)                   | Bondsminister van Verkeer                                                 | 13 mei 1993      | 27 oktober 1998  | CDU        |
|                                      | Klaus Töpfer                       | Klaus Töpfer (1938–2024)                   | Bondsminister van Volkshuisvesting, Stedelijke Ontwikkeling en Woningbouw | 17 november 1994 | 14 januari 1998  | CDU        |
|                                      | Eduard Oswald                      | Eduard Oswald (1947)                       | Bondsminister van Volkshuisvesting, Stedelijke Ontwikkeling en Woningbouw | 14 januari 1998  | 27 oktober 1998  | CSU        |
|                                      | Jochen Borchert                    | Jochen Borchert (1940)                     | Bondsminister van Landbouw, Voedsel en Bosbeheer                          | 20 januari 1993  | 27 oktober 1998  | CDU        |
|                                      | Angela Merkel                      | Angela Merkel (1954)                       | Bondsminister van Milieu, Klimaat, Natuur en Kernveiligheid               | 17 november 1994 | 27 oktober 1998  | CDU        |
|                                      | Wolfgang Bötsch                    | Wolfgang Bötsch (1938–2018)                | Bondsminister van Posterijen en Telecommunicatie                          | 25 januari 1993  | 31 december 1997 | CSU        |
|                                      | Carl-Dieter Spranger               | Carl-Dieter Spranger (1939)                | Bondsminister voor Economische Betrekkingen en Ontwikkelingshulp          | 18 januari 1991  | 27 oktober 1998  | CSU        |
|                                      | Claudia Nolte                      | Claudia Nolte (1966)                       | Bondsminister voor Familie, Senioren, Vrouwen en Jeugd Zaken              | 17 november 1994 | 27 oktober 1998  | CDU        |
|                                      | Friedrich Bohl                     | Friedrich Bohl (1945)                      | Bondsminister zonder portefeuille                                         | 26 november 1991 | 27 oktober 1998  | CDU        |
| Chef des Bundeskanzleramts           | Friedrich Bohl                     | Friedrich Bohl (1945)                      |                                                                           | 26 november 1991 | 27 oktober 1998  | CDU        |

## Trivia
- Het leeftijdsverschil tussen oudste ambtsbekleder Helmut Kohl (1930) en de jongste Claudia Nolte (1966) was maar liefst 35 jaar.
- Claudia Nolte was met een leeftijd van 28 jaar de jongste minister in de Duitse geschiedenis.